# Hofje van Guurtje de Waal
Het Hofje van Guurtje de Waal is een Haarlems hofje, het hofje is gelegen aan de Lange Annastraat 40 in de buurt de Vijfhoek in Haarlem-Centrum.

## Gebruik
Het hofje werd in 1616 gesticht door Guertie Jansdr. de Wael, dochter van een rijke textielhandelaar. Guertie stichtte het hofje op het erf van haar huis. Het was bedoeld voor gereformeerde weduwen en gereformeerde oude vrijsters. Guertie bestuurde het hofje de eerste twaalf jaar zelf. Haar achterneef Jan de Wael, de burgemeester van Haarlem, was er regent en liet in 1661 het hof vergroten van zes naar acht kamers. Ook liet hij een toegangspoort bouwen met boven de poort het wapen van de familie De Wael. Het huis in de poort was de woning van de opzichteres.
Het hofje werd grotendeels vernieuwd in 1783. In 1888 verzocht Christina Munneman, de weduwe van Hendrik Jut, toestemming in het hofje te wonen. Toen men haar herkende werd het haar geweigerd en moest zij de stad ontvluchten.
In de jaren tachtig van de 20ste eeuw werden de acht kleine huisjes samengevoegd tot vier woningen. Het hofje is eigendom van woningcorporatie Ymere uit Amsterdam.
Bestaand:
Brouwershofje ·
Bruiningshofje ·
Frans Loenenhofje ·
Gravinnehof ·
Hofje Codde en Van Beresteijn ·
Hofje In den Groenen Tuin ·
Hofje van Bakenes ·
Hofje van Guurtje de Waal ·
Hofje van Loo ·
Hofje van Noblet ·
Hofje van Oorschot ·
Hofje van Staats ·
Hofje van Heythuysen ·
Johan Enschedé Hof ·
Luthers Hofje ·
Proveniershof ·
Remonstrants Hofje ·
Teylers Hofje ·
Vrouwe- en Antonie Gasthuys ·
Wijnbergshofje ·
Zuiderhofje
Verdwenen:
Aelbert Gerritsz. Fijnebuyckshofje ·
Blokshofje ·
Blokzeyldershofje ·
Boonhofje ·
Brammershofje ·
Bullenhofje ·
Comanshofje ·
Deymanshofje ·
Guurt Burethofje ·
Hofje de Dubbele Muts ·
Hofje de Hemelpoort ·
Hofje de Vijftien Kamers ·
Hofje der Twaalf Apostelen ·
Hofje Het Lam ·
Hofje van Bavo ·
Hofje van Gratie ·
Kenauhofje ·
Luciehofje ·
Pietershofje ·
Sint Annahofje ·
Sint Jans Koenen Gasthuishofje ·
Slickhofje ·
Solomonshofje ·
Twijndershofje ·
Vissershofje ·
Weeshuishofje